# Victor Toma
Victor Toma (n. 4 aprilie 1922, Leova, România – d. 26 noiembrie 2008, București, România) a fost un inginer român, membru de onoare (1993) al Academiei Române. A realizat primul calculator din țările socialiste, CIFA, cu exceptia URSS.